# 쇼난역
쇼난역(일본어: 沼南駅)은 일본 사이타마현 아게오시에 있는 사이타마 신도시 교통 이나 선의 역이다.

## 역 구조
상대식 승강장 2면 2선의 고가역이다. 도호쿠・조에쓰 신칸센의 고가 궤도를 끼고 위치한다. 개찰구는 오미야 방향에 있다. 역 동쪽에 로터리가 정비되어 있고 아게오 시내 순환 버스가 달리고 택시도 이용할 수 있다.

### 승강장
| 1 | ■ 이나 선(뉴셔틀) | 마루야마・우치주쿠 방면 |
| 2 | ■ 이나 선(뉴셔틀) | 오미야 방면             |

## 역 주변
아게오 시와 이나정의 경지에 하라이치 늪(고대 연꽃의 명소)이 있고 역은 그 남쪽에 있다. 역 주변은 구획 정리된 하라이치키타 1초메와 하라이치나카 1초메 외에 하라이치 단지의 근처역이기도 하지만 그 외에는 주택과 논밭이 혼재하는 지역이다.
- 아게오 시 관공서 하라이치 지소
- 아게오 시 하라이치 초등학교
- 아게오 시 하라이치 중학교
- 아게오 하라이치 단지 내 우체국
- 하라이치 우체국
- 하라이치 어린이집
- 사이타마 현 아게오타카노다이 고등학교
- 고향의 숲 경관지
- 사이타마 현도 3호 사이타마쿠리하시 선
- 이나게야 카미오 느마 미나미점
- 드러그세키 쇼난점

## 역사
- 1983년 12월 22일: 영업 개시.
- 2004년 4월: 엘리베이터(오미야 방면 승강장, 마루야마・우치주쿠 방면 승강장에 각각 1기씩) 설치.
- 2007년 3월 18일: IC카드 Suica 공용 개시.
- 2017년 7월 21일: 개찰구 부근에 LCD식 발차표 설치.

## 사진

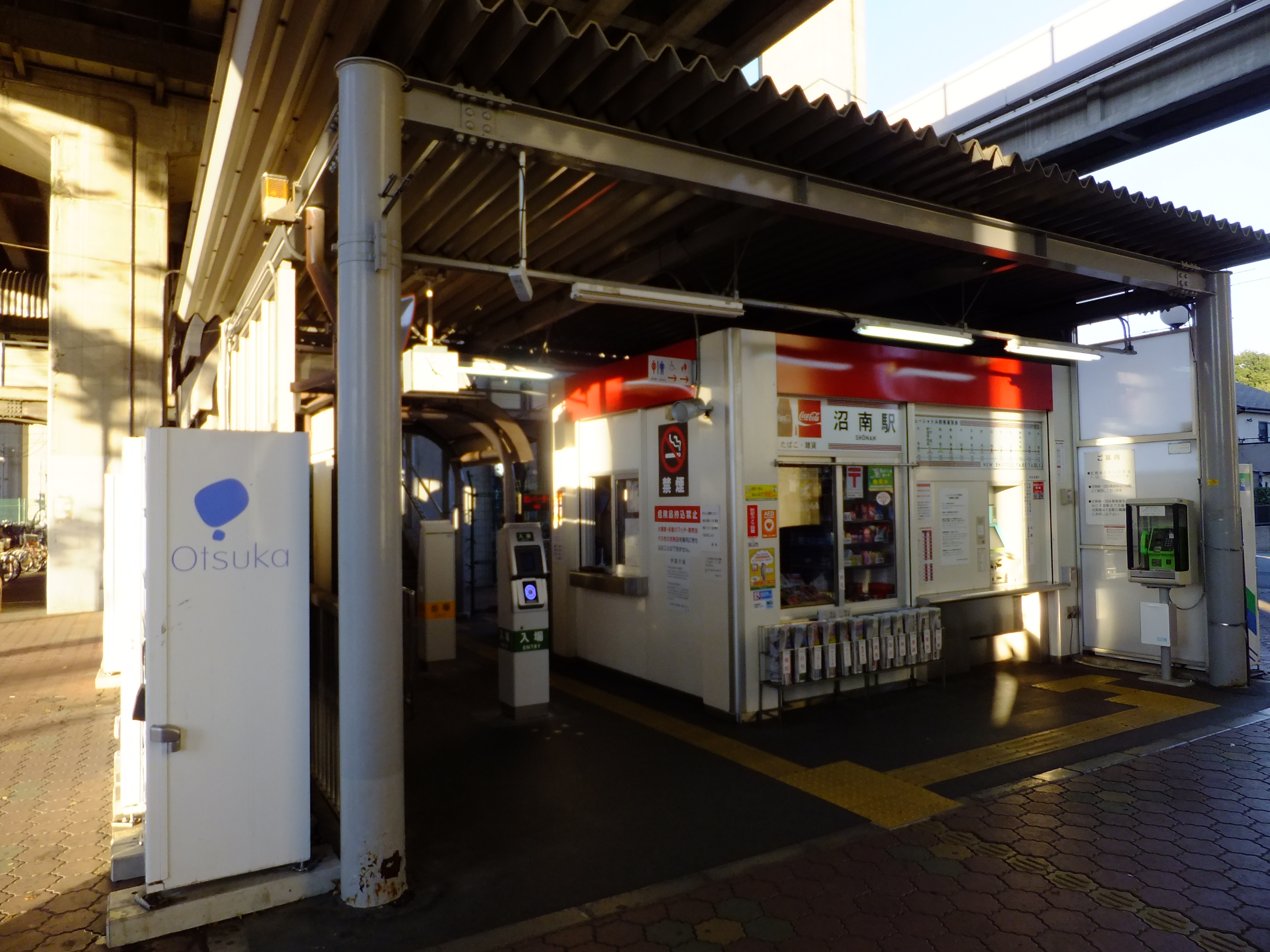
개찰구
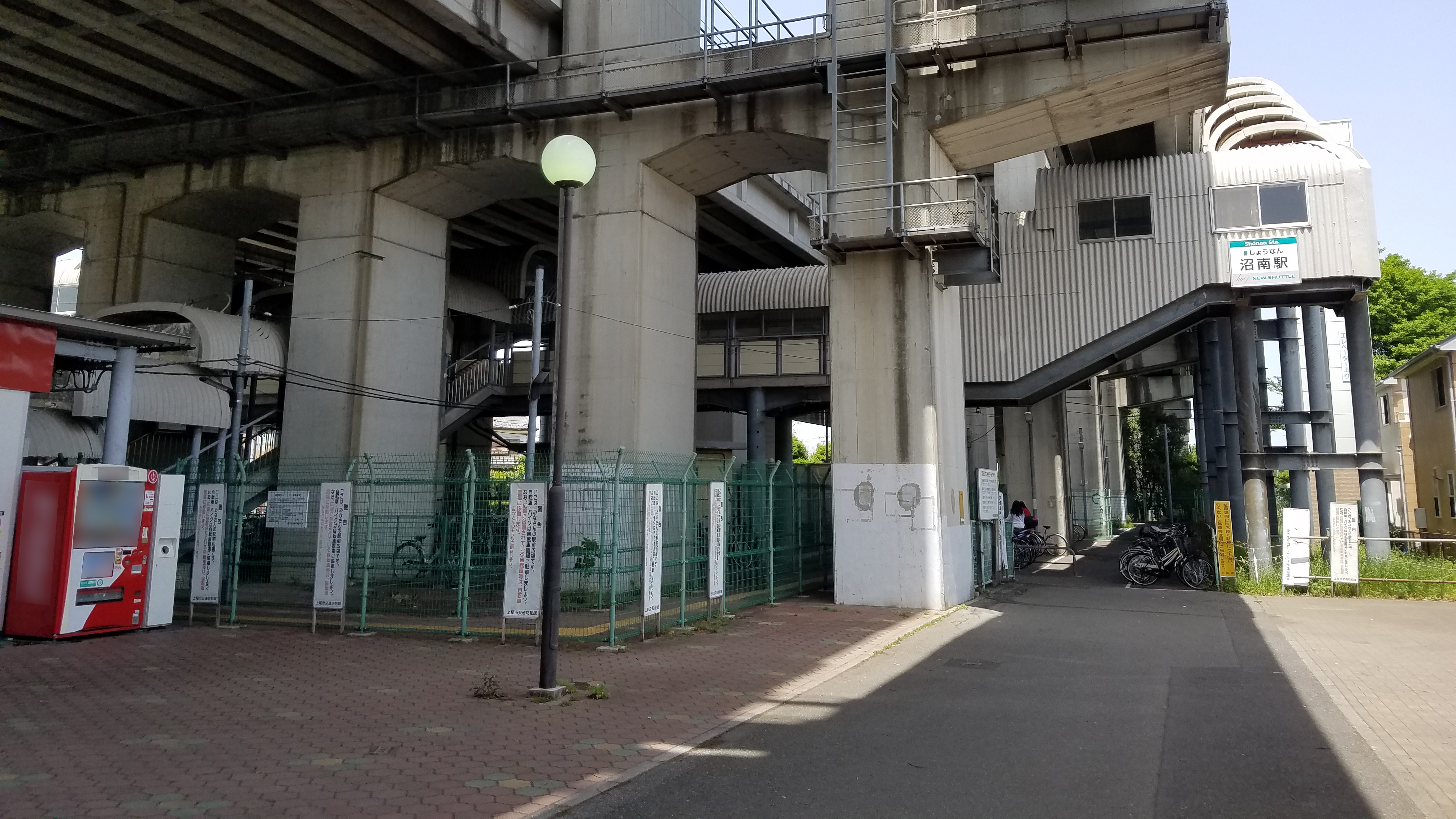
동쪽 역사(2021년 5월 4일)
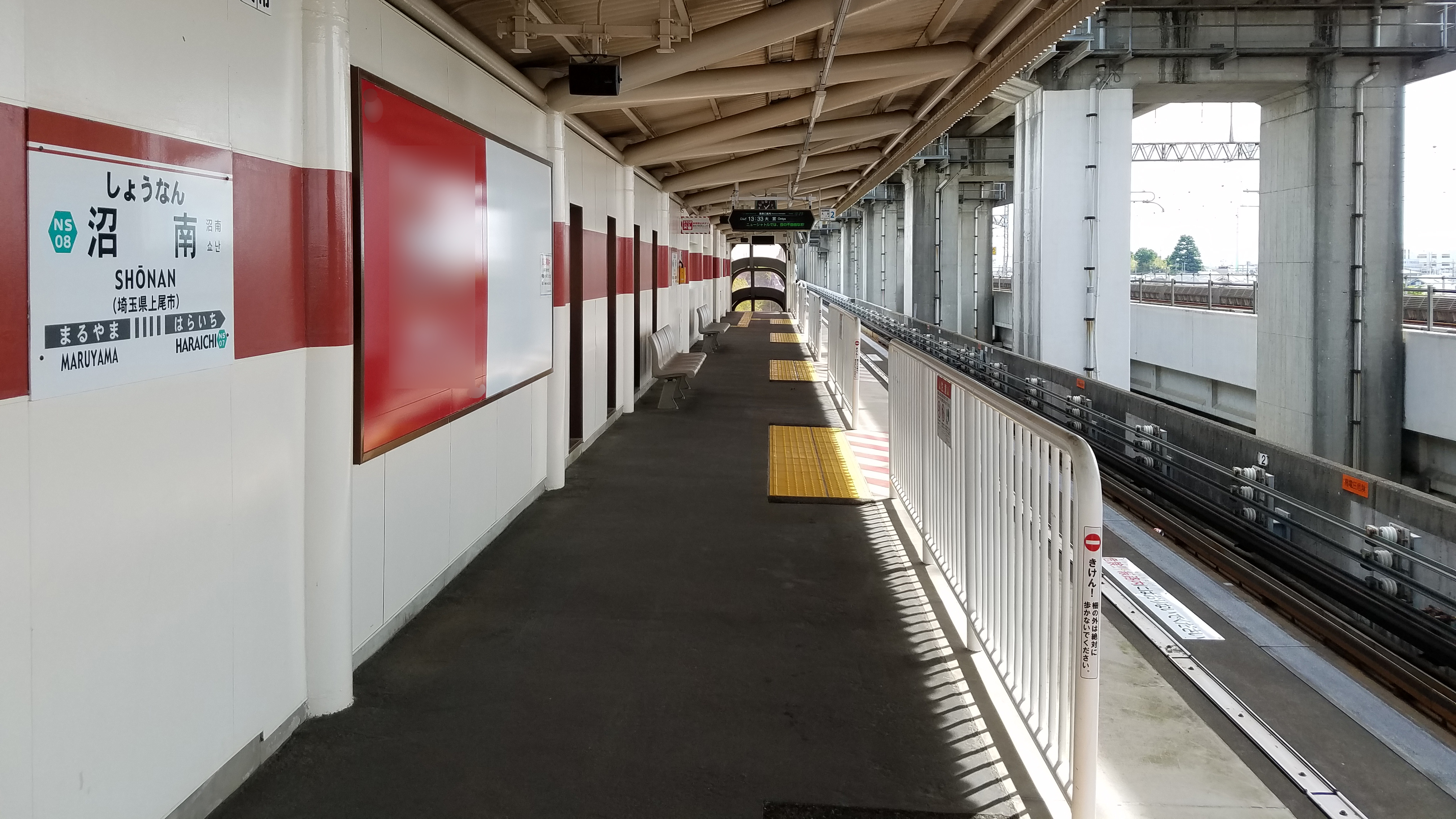
2번 승강장(2021년 5월 4일)

## 인접역
| 사이타마 신도시 교통 ■ 이나 선 | 사이타마 신도시 교통 ■ 이나 선 | 사이타마 신도시 교통 ■ 이나 선 |
| ------------------------------ | ------------------------------ | ------------------------------ |
| 하라이치 오미야 방면           |                                | 마루야마 우치주쿠 방면         |